# Triglav Trophy de 2015
Triglav Trophy de 2015 foi a vigésima quarta edição do Triglav Trophy, um evento anual de patinação artística no gelo, sendo parte do calendário sênior internacional. A competição foi disputada entre os dias 15 de abril e 19 de abril, na cidade de Jesenice, Eslovênia.

## Eventos
- Individual masculino
- Individual feminino

## Medalhistas
| Evento                        | Ouro                                   | Prata                           | Bronze                    |
| Sênior                        |                                        |                                 |                           |
| Individual masculino detalhes | Michael Christian Martinez · Filipinas | Lee June-hyoung · Coreia do Sul | Maurizio Zandron · Itália |
| Individual feminino detalhes  | Miyu Nakashio · Japão                  | Yura Matsuda · Japão            | Ilaria Nogaro · Itália    |
| Júnior                        |                                        |                                 |                           |
| Individual masculino detalhes | Byun Se-jong · Coreia do Sul           | Hugh Brabyn Jones · Reino Unido | Andras Csernoch · Hungria |
| Individual feminino detalhes  | Choi Da-bin · Coreia do Sul            | Giulia Foresti · Itália         | Martina Manzo · Itália    |
| Noviço avançado               |                                        |                                 |                           |
| Individual masculino detalhes | Yuto Kishina · Japão                   | Guido Offsas · Itália           | Nika Egadze · Geórgia     |
| Individual feminino detalhes  | Ahn So-hyun · Coreia do Sul            | Momoka Sumi · Finlândia         | Lucrezia Gennaro · Itália |

## Resultados

### Sênior

#### Individual masculino
| Pos.              | Nome                       | Nacionalidade | Pontos | PC        | PL         |
| ----------------- | -------------------------- | ------------- | ------ | --------- | ---------- |
| Medalha de ouro   | Michael Christian Martinez | Filipinas     | 181.84 | 51.68 (5) | 130.16 (1) |
| Medalha de prata  | Lee June-hyoung            | Coreia do Sul | 176.60 | 59.60 (2) | 117.00 (2) |
| Medalha de bronze | Maurizio Zandron           | Itália        | 170.44 | 60.36 (1) | 110.18 (3) |
| 4                 | Armen Agaian               | Geórgia       | 147.53 | 53.75 (4) | 93.78 (4)  |
| 5                 | Marco Zandron              | Itália        | 147.44 | 53.81 (3) | 93.63 (5)  |
| 6                 | Dario Betti                | Itália        | 115.01 | 43.31 (6) | 71.70 (6)  |
| 7                 | Albert Muck                | Áustria       | 146.27 | 31.16 (8) | 69.43 (7)  |
| WD                | lessandro Fadini           | Itália        | —      | 34.50 (7) | — (WD)     |

#### Individual feminino
| Pos.              | Nome                        | Nacionalidade | Pontos | PC        | PL        |
| ----------------- | --------------------------- | ------------- | ------ | --------- | --------- |
| Medalha de ouro   | Miyu Nakashio               | Japão         | 148.44 | 57.89 (1) | 90.55 (1) |
| Medalha de prata  | Yura Matsuda                | Japão         | 146.35 | 57.81 (2) | 88.54 (2) |
| Medalha de bronze | Ilaria Nogaro               | Itália        | 120.36 | 42.82 (3) | 77.54 (3) |
| 4                 | Fruzsina Medgyesi           | Hungria       | 113.82 | 37.21 (4) | 76.61 (4) |
| 5                 | Alission Krystle Perticheto | Filipinas     | 103.60 | 36.60 (5) | 67.00 (5) |
| WD                | Julia Sauter                | Romênia       | —      | — (WD)    |           |

### Júnior

#### Individual masculino júnior
| Pos.              | Nome                 | Nacionalidade | Pontos | PC        | PL        |
| ----------------- | -------------------- | ------------- | ------ | --------- | --------- |
| Medalha de ouro   | Byun Se-jong         | Coreia do Sul | 148.13 | 56.74 (1) | 91.39 (2) |
| Medalha de prata  | Hugh Brabyn Jones    | Reino Unido   | 140.76 | 44.27 (2) | 96.49 (1) |
| Medalha de bronze | Andras Csernoch      | Hungria       | 109.16 | 34.78 (4) | 74.38 (3) |
| 4                 | Alexander Borovoj    | Hungria       | 105.77 | 31.96 (5) | 73.81 (4) |
| WD                | Nikoloz Kadagishvili | Geórgia       | —      | 38.45 (3) | — (WD)    |

#### Individual feminino júnior
| Pos.              | Nome                  | Nacionalidade | Pontos | PC         | PL         |
| ----------------- | --------------------- | ------------- | ------ | ---------- | ---------- |
| Medalha de ouro   | Choi Da-bin           | Coreia do Sul | 166.00 | 56.61 (1)  | 109.39 (1) |
| Medalha de prata  | Giulia Foresti        | Itália        | 104.57 | 36.40 (5)  | 68.17 (3)  |
| Medalha de bronze | Martina Manzo         | Itália        | 103.54 | 38.36 (2)  | 65.18 (4)  |
| 4                 | Matilde Battagin      | Itália        | 102.50 | 32.96 (8)  | 69.54 (2)  |
| 5                 | Samantha Cabiles      | Filipinas     | 96.22  | 36.74 (4)  | 59.48 (8)  |
| 6                 | Tullia Maria Trevisan | Itália        | 94.35  | 37.09 (3)  | 57.26 (9)  |
| 7                 | Nina Polsak           | Eslovênia     | 92.50  | 31.82 (9)  | 60.68 (6)  |
| 8                 | Sara Conti            | Itália        | 92.38  | 28.87 (12) | 63.51 (5)  |
| 9                 | Tena Copor            | Croácia       | 90.61  | 30.92 (10) | 59.69 (7)  |
| 10                | Michaela Sacchet      | Itália        | 89.73  | 34.52 (6)  | 55.21 (10) |
| 11                | Antonia Banovic       | Croácia       | 85.59  | 30.82 (11) | 54.72 (11) |
| 12                | Camilla Cappellin     | Itália        | 85.50  | 34.41 (7)  | 51.09 (12) |
| 13                | Valentina Mikac       | Croácia       | 72.61  | 28.53 (13) | 44.08 (15) |
| 14                | Polina Ustinova       | Chipre        | 71.90  | 26.50 (14) | 45.40 (14) |
| 15                | Marusa Udrih          | Eslovênia     | 67.79  | 31.55 (15) | 46.24 (13) |
| WD                | Antonella Palmisano   | Itália        | —      | — (WD)     |            |

### Noviço avançado

#### Individual masculino noviço avançado
| Pos.              | Nome         | Nacionalidade | Pontos | PC        | PL        |
| ----------------- | ------------ | ------------- | ------ | --------- | --------- |
| Medalha de ouro   | Yuto Kishina | Japão         | 105.56 | 36.60 (1) | 68.96 (1) |
| Medalha de prata  | Guido Offsas | Itália        | 66.09  | 20.50 (2) | 45.59 (3) |
| Medalha de bronze | Nika Egadze  | Geórgia       | 64.75  | 18.78 (3) | 45.97 (2) |

#### Individual feminino noviço avançado
| Pos.              | Nome                  | Nacionalidade | Pontos | PC         | PL         |
| ----------------- | --------------------- | ------------- | ------ | ---------- | ---------- |
| Medalha de ouro   | Ahn So-hyun           | Coreia do Sul | 120.48 | 40.72 (1)  | 79.76 (1)  |
| Medalha de prata  | Momoka Sumi           | Finlândia     | 104.24 | 35.88 (2)  | 68.36 (2)  |
| Medalha de bronze | Lucrezia Gennaro      | Itália        | 89.32  | 34.98 (3)  | 54.34 (3)  |
| 4                 | Hana Kosic            | Croácia       | 83.76  | 30.00 (4)  | 53.76 (4)  |
| 5                 | Dora Nagy             | Hungria       | 78.74  | 27.91 (6)  | 50.83 (5)  |
| 6                 | Katarina Kitaroviae   | Croácia       | 77.09  | 27.70 (8)  | 49.39 (6)  |
| 7                 | Alisa Stomakhina      | Áustria       | 76.61  | 27.83 (7)  | 48.78 (7)  |
| 8                 | Lara-Naki Gutmann     | Itália        | 73.69  | 28.56 (5)  | 45.13 (10) |
| 9                 | Julia Willnauer       | Áustria       | 72.37  | 27.42 (9)  | 44.95 (11) |
| 10                | Lara Gucek            | Eslovênia     | 72.05  | 25.62 (11) | 46.43 (8)  |
| 11                | Sephanie Franceschini | Itália        | 69.98  | 24.50 (14) | 45.48 (9)  |
| 12                | Hana Cvijanovic       | Croácia       | 68.38  | 23.48 (16) | 44.90 (12) |
| 13                | Kaja Gril             | Eslovênia     | 67.46  | 25.03 (13) | 42.43 (13) |
| 14                | Martina Mancusi       | Itália        | 67.17  | 25.63 (10) | 41.54 (14) |
| 15                | Nea Smolej            | Eslovênia     | 66.16  | 25.40 (12) | 40.76 (15) |
| 16                | Victoria Mcmahon      | Reino Unido   | 60.05  | 20.92 (18) | 39.13 (16) |
| 17                | Lucrezia Erba         | Itália        | 59.73  | 24.30 (15) | 35.43 (17) |
| 18                | Nana Khundadze        | Geórgia       | 57.01  | 22.24 (17) | 34.77 (18) |
| 19                | Nika Novak            | Eslovênia     | 49.89  | 19.62 (19) | 30.27 (19) |

## Quadro de medalhas
Sênior
| Ordem | País          | Medalha de ouro | Medalha de prata | Medalha de bronze |   | Ordem por total |
| ----- | ------------- | --------------- | ---------------- | ----------------- | - | --------------- |
| 1     | Japão         | 1               | 1                |                   | 2 | 1               |
| 2     | Filipinas     | 1               |                  |                   | 1 | 3               |
| 3     | Coreia do Sul |                 | 1                |                   | 1 | 3               |
| 4     | Itália        |                 |                  | 2                 | 2 | 1               |
| TOTAL | TOTAL         | 2               | 2                | 2                 | 6 | —               |

Geral
| Ordem | País          | Medalha de ouro | Medalha de prata | Medalha de bronze |    | Ordem por total |
| ----- | ------------- | --------------- | ---------------- | ----------------- | -- | --------------- |
| 1     | Coreia do Sul | 3               | 1                |                   | 4  | 2               |
| 2     | Japão         | 2               | 1                |                   | 3  | 3               |
| 3     | Filipinas     | 1               |                  |                   | 1  | 4               |
| 4     | Itália        |                 | 2                | 4                 | 6  | 1               |
| 5     | Finlândia     |                 | 1                |                   | 1  | 4               |
| 5     | Reino Unido   |                 | 1                |                   | 1  | 4               |
| 7     | Geórgia       |                 |                  | 1                 | 1  | 4               |
| 7     | Hungria       |                 |                  | 1                 | 1  | 4               |
| TOTAL | TOTAL         | 6               | 6                | 6                 | 18 | —               |